# Serra de la Malesa
La Serra de la Malesa és una serra del terme municipal de Monistrol de Calders, del Moianès.
Està situats a la dreta del Calders, a llevant dels Cingles del Vilar, amb els quals forma una continuïtat. El termenal entre Calders i Monistrol de Calders se situa en el vessant meridional d'aquesta serra.